# 263
| 263                |
| ------------------ |
| Dødsfald - Fødsler |
|                    |

| Gregoriansk kalender | 263 CCLXIII             |
| Ab urbe condita      | 1016                    |
| Armensk kalender     | I/T                     |
| Kinesiske kalender   | 2959 – 2960 壬午 – 癸未 |
| Etiopisk kalender    | 255 – 256               |
| Jødisk kalender      | 4023 – 4024             |
| Hindukalendere       |                         |
| - Vikram Samvat      | 318 – 319               |
| - Shaka Samvat       | 185 – 186               |
| - Kali Yuga          | 3364 – 3365             |
| Iransk kalender      | 359 BP – 358 BP         |
| Islamisk kalender    | 370 BH – 369 BH         |

Se også 263 (tal)